# Vorsitzender des Obersten Gerichtshofes von Kanada
Vorsitzender des Obersten Gerichtshofes von Kanada ist der Chief Justice of Canada (englisch) bzw. Juge en chef du Canada (französisch). Dieser wird durch den Generalgouverneur auf Empfehlung des Premierministers ernannt. Wie die übrigen neun Richter muss er vor seiner Ernennung entweder an einem höheren Gericht in den Provinzen tätig gewesen sein, oder seit mindestens zehn Jahren einer Rechtsanwaltskammer angehören. Amtierender Vorsitzender ist seit dem 18. Dezember 2017 Richard Wagner, der dem Obersten Gericht seit 2012 angehört.

## Aufgaben
Der Chief Justice präsidiert den kanadischen Justizrat, der sich aus den Vorsitzenden und stellvertretenden Vorsitzenden aller höheren Gerichte auf Provinz- und Bundesebene zusammensetzt. Dieser Rat organisiert Seminare, koordiniert die Diskussion zu aktuellen juristischen Fragen und führt im Auftrag des Justizministers oder des Attorney General einer Provinz Untersuchungen über alle auf Bundesebene ernannten Richter durch.
Sollte der Generalgouverneur sterben, sein Amt nicht mehr ausüben können oder länger als einen Monat im Ausland weilen, übernimmt der Chief Justice – oder bei einer Vakanz der amtsälteste der übrigen Richter – kurzfristig das Amt eines Administrators von Kanada und übt alle Rechte und Pflichten eines Generalgouverneurs aus. Diese Situation traf bisher zweimal ein. 2005 ergab sich eine besondere Situation, als Beverley McLachlin Generalgouverneurin Adrienne Clarkson vertreten musste, da letztere sich einer Herzoperation unterziehen musste.
Darüber hinaus gehört der Chief Justice dem Beratungsgremium an, das über die Verleihung des Order of Canada entscheidet, den höchsten zivilen Orden des Landes. Allerdings enthält er sich bei der Aberkennung der Stimme, da dieser Schritt üblicherweise nur bei Personen notwendig ist, die von einem unteren Gericht strafrechtlich verurteilt wurden und im Falle einer Beschwerde an den Obersten Gerichtshof der Chief Justice in einem Interessenkonflikt stünde.

## Liste der Vorsitzenden
| Name                      | Amtszeit                              | Provinz              | Befördert von               |
| ------------------------- | ------------------------------------- | -------------------- | --------------------------- |
| William Buell Richards    | 30. September 1875 – 10. Januar 1879  | Ontario              | –                           |
| William Johnstone Ritchie | 11. Januar 1879 – 25. September 1892  | New Brunswick        | John Macdonald              |
| Samuel Henry Strong       | 13. Dezember 1892 – 18. November 1902 | Ontario              | John Thompson               |
| Henri-Elzéar Taschereau   | 21. November 1902 – 2. Mai 1906       | Québec               | Wilfrid Laurier             |
| Charles Fitzpatrick       | 4. Juni 1906 – 21. November 1918      | Québec               | Wilfrid Laurier             |
| Louis Henry Davies        | 23. November 1918 – 1. Mai 1924       | Prince Edward Island | Robert Borden               |
| Francis Alexander Anglin  | 16. September 1924 – 28. Februar 1933 | Ontario              | William Lyon Mackenzie King |
| Lyman Poore Duff          | 17. März 1933 – 2. Januar 1944        | British Columbia     | Richard Bedford Bennett     |
| Thibaudeau Rinfret        | 8. Januar 1944 – 22. Juni 1954        | Québec               | William Lyon Mackenzie King |
| Patrick Kerwin            | 1. Juli 1954 – 2. Februar 1963        | Ontario              | Louis Saint-Laurent         |
| Robert Taschereau         | 22. April 1963 – 1. September 1967    | Québec               | Lester Pearson              |
| John Robert Cartwright    | 1. September 1967 – 23. März 1970     | Ontario              | Lester Pearson              |
| Gérald Fauteux            | 23. März 1970 – 23. Dezember 1973     | Québec               | Pierre Trudeau              |
| Bora Laskin               | 27. Dezember 1973 – 26. März 1984     | Ontario              | Pierre Trudeau              |
| Brian Dickson             | 18. April 1984 – 30. Juni 1990        | Manitoba             | Pierre Trudeau              |
| Antonio Lamer             | 1. Juli 1990 – 6. Januar 2000         | Québec               | Brian Mulroney              |
| Beverley McLachlin        | 7. Januar 2000 – 14. Dezember 2017    | British Columbia     | Jean Chrétien               |
| Richard Wagner            | 18. Dezember 2017 –                   | Québec               | Justin Trudeau              |